# Głuszyca
Głuszyca (deutsch Wüstegiersdorf, bis 1917 in der Schreibweise Wüste Giersdorf) ist eine Stadt im Powiat Wałbrzyski in der Woiwodschaft Niederschlesien in Polen. Sie ist Sitz der gleichnamigen Stadt-und-Land-Gemeinde.

## Geographie

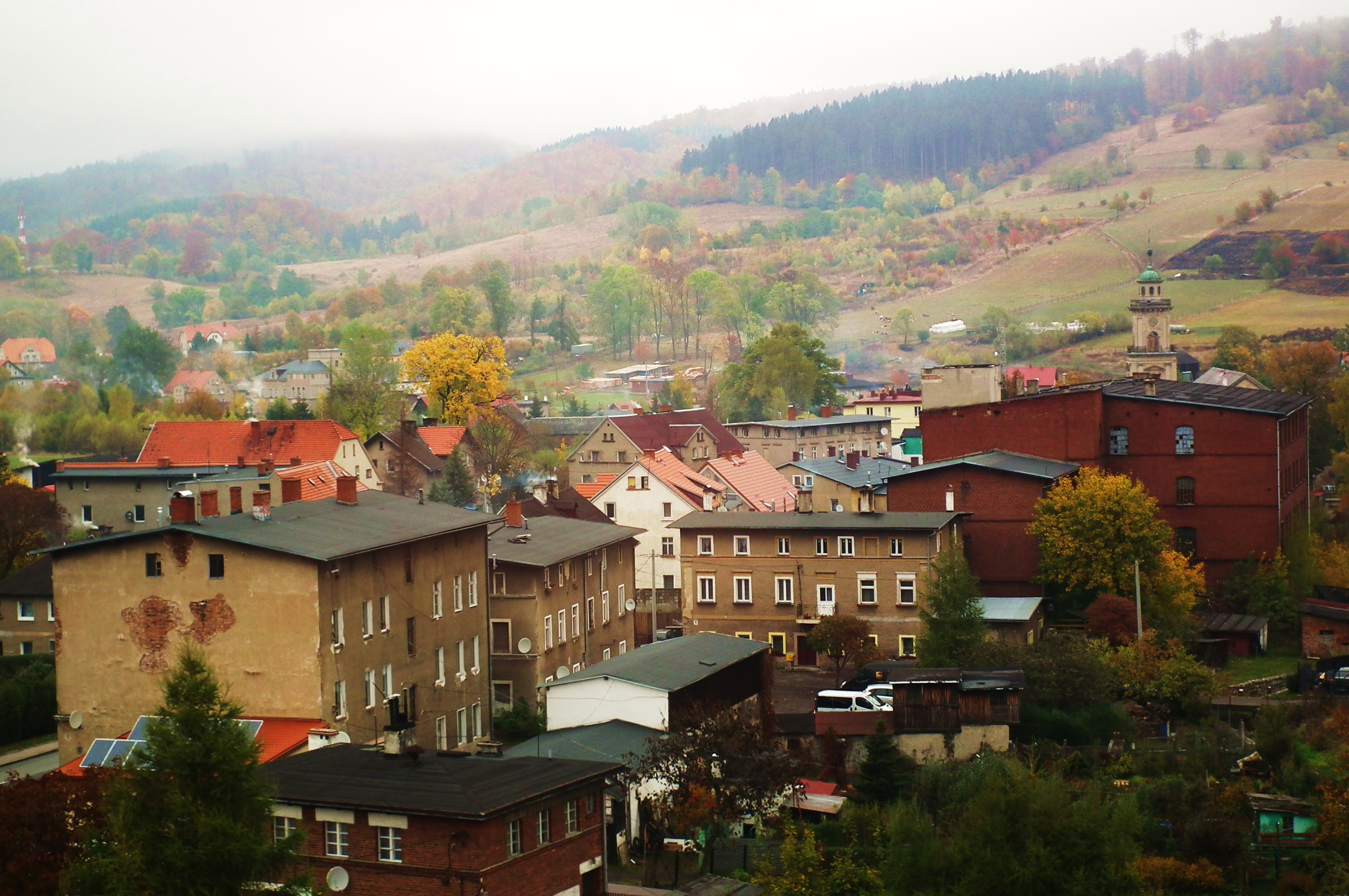
Blick über den Ort, 2015

Głuszyca liegt in Niederschlesien im Waldenburger Bergland, am Fluss Bystrzyca, im Tal zwischen dem Eulengebirge und den Góry Kamienne in den Mittelsudeten.
Nachbarorte sind Jedlinka (Tannhausen) und Olszyniec (Erlenbusch) im Norden, Jawornik (Oberdorf-Jauernig), Dolki (Niedergrund) und Walim (Wüstewaltersdorf) im Nordosten, Grządki (Grund) und Rzeczka (Dorfbach) im Osten, Sokolina (Schlesisch Falkenberg), Sierpnice (Rudolphswaldau) und Kolce (Dörnhau) im Südosten, Nowa Głuszyca (Neugiersdorf) und Głuszyca Górna (Ober Wüste Giersdorf) im Süden, Łomnica (Lomnitz) und das untergegangene Radosno (Freudenburg) im Südwesten sowie Grzmiąca (Donnerau) und Suliszów (Sophienau) im Nordwesten. Östlich liegt die Ruine der Burg Rogowiec (Hornschloss). Südlich von Głuszyca Górna führt der touristische Grenzübergang Głuszyca Górna/Janovičky über den Heidelgebirgskamm in die tschechische Nachbargemeinde Heřmánkovice.

## Geschichte

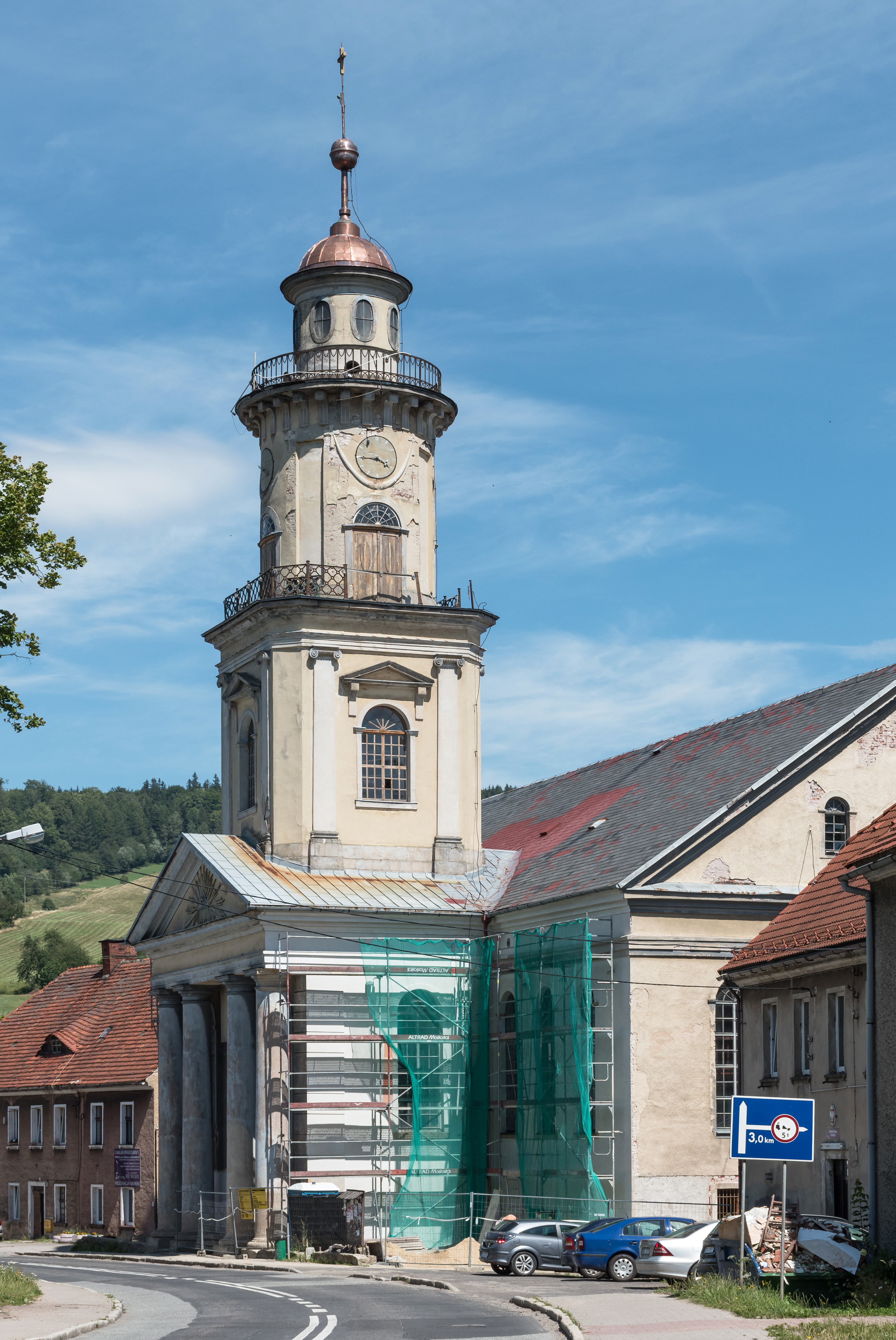
Pfarrkirche Maria Königin

Wüstegiersdorf wurde erstmals 1305 als „Neu-Gerhardisdorf“ erwähnt. Es gehörte zum Burgbezirk Hornschloss im Herzogtum Schweidnitz und gelangte mit diesem zusammen 1368 an die Krone Böhmen. Seit 1509 war es im Besitz der Adelsgeschlechts Hochberg auf Fürstenstein. Sie veranlasste Mitte des 16. Jahrhunderts die Wiederbesiedlung des in den Hussitenkriegen zerstörten Ortes durch sächsische Bergleute. Nachdem der Bergbau 1586 eingestellt werden musste, breitete sich die Leinenweberei aus.
Nach dem Ersten Schlesischen Krieg fiel Wüstegiersdorf zusammen mit Schlesien 1742 an Preußen. Nach der Neugliederung Preußens gehörte es seit 1815 zur Provinz Schlesien und war ab 1816 dem Landkreis Waldenburg eingegliedert, mit dem es bis 1945 verbunden blieb. Seit 1874 war die Landgemeinde Nieder Wüstegiersdorf Sitz des gleichnamigen Amtsbezirks, zu dem auch die Landgemeinde Kaltwasser gehörte. 1917 wurde Nieder Wüstegiersdorf in „Wüstegiersdorf“ umbenannt.
Von wirtschaftlicher Bedeutung war die 1838 errichtete, erste mechanische Baumwollweberei A. Großmann, die 1845 an das Berliner Unternehmen N. Reichenheim & Sohn überging. Weitere Arbeitsplätze entstanden 1862 im benachbarten Tannhausen mit der Gründung der Flachsgarnspinnerei und Flachsbleiche der Firma Websky, Hartmann & Wiesen AG. Erzeugt wurden Tischdecken, Stoffe für Bettwäsche sowie Bucheinbandstoffe. 
Eine Gruppe Giersdorfer Weber beschwerte sich 1864 – vermittelt durch den konservativen Sozialpolitiker Hermann Wagener – bei König Wilhelm I. und Ministerpräsident Otto von Bismarck über die Lohn- und Arbeitsbedingungen im Reichenheim-Werk. Der Eigentümer Leonor Reichenheim war Jude, setzte sich für eine liberale Wirtschaftspolitik ein und war als Abgeordneter im Preußischen Landtag ein Gegenspieler Bismarcks. Der Ministerpräsident nutzte die Gelegenheit, die soziale Verantwortung des Königtums darzustellen, und förderte die Gründung einer Produktivgenossenschaft der von Reichenheim entlassenen Weber. Die Genossenschaft ging nach einem Jahr pleite. Das Experiment der Giersdorfer Weber wurde jedoch von sozial-konservativer wie von sozialdemokratischer Seite als Beispiel angeführt, etwa in Ferdinand Lassalles „Ronsdorfer Rede“.

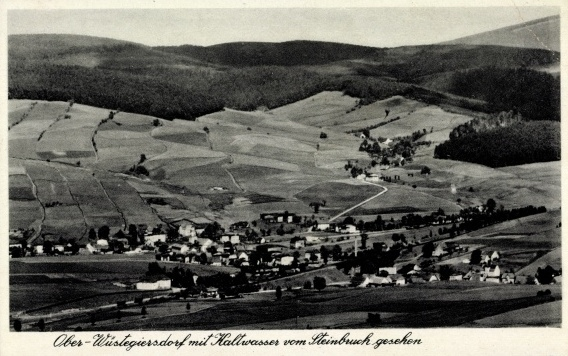
Ober-Wüstegiersdorf ca. 1930

Eine weitere bedeutende Textilfabrik in Wüstegiersdorf war die „Wollabteilung“ der von Salomon Kauffmann (1824–1900) in Breslau gegründeten Meyer Kauffmann Textilwerke AG. Deren Generaldirektor war von 1918 bis 1933 Hans Schäfer (1880–1945).
1929 wurden Wüstegiersdorf sowie ein Anteil Tannhausen, Blumenau und Kaltwasser zur Gemeinde Wüstegiersdorf zusammengeschlossen, die 1939 aus 6952 Einwohnern bestand.
Zur Zeit des Zweiten Weltkrieges gehörte ein Teil von Wüstegiersdorf neben Dörnhau zum Komplex Riese, einem Außenlager des KZ Groß-Rosen, welches durch die Organisation Todt eingerichtet wurde.
Im Arbeitslager Wüstegiersdorf (-Tannhausen) waren 2000 überwiegend jüdische Häftlinge in einem dreigeschossigen Fabrikgebäude untergebracht. Dieses war mit Stacheldraht eingezäunt und wurde von 75 Männern bewacht. Die Häftlinge wurden in erster Linie für den Bau von Gleisanlagen sowie den Stollenbau eingesetzt. Das Lager in Dörnhau wurde 1943 ebenfalls in einem ehemaligen Fabrikgebäude eingerichtet. Dort waren ebenfalls etwa 2000 Menschen untergebracht. Im 1. Stock gab es eine zentrale Krankenstation. Die Häftlinge wurden für Kanalisationsarbeiten, Stollen- und Straßenbau eingesetzt. Die Krupp AG verlegte 1944 die Zünderproduktion aus Essen nach Wüstegiersdorf und beschäftigte im Dezember 1944 224 Kriegsgefangene, 1029 ausländische Zwangsarbeiter und zusätzlich 200 ungarische und kroatische weibliche KZ-Häftlinge.
Als Folge des Zweiten Weltkriegs fiel Wüstegiersdorf 1945 wie fast ganz Schlesien an Polen und wurde in Głuszyca umbenannt. Die deutsche Bevölkerung wurde, soweit sie nicht schon vorher geflohen war, vertrieben. Die neuen Bewohner des Ortes waren teilweise selber im Zuge der Zwangsumsiedlung von Polen aus den ehemaligen polnischen Ostgebieten 1944–1946 vertrieben worden. Das im Zweiten Weltkrieg als Arbeitslager verwendete Fabrikgebäude diente nach 1945 wieder zur Produktion von technischen Bauteilen. 1954 wurde Głuszyca zur stadtartigen Siedlung und 1962 zur Stadt erhoben. 1975–1998 gehörte Głuszyca zur Woiwodschaft Wałbrzych (Waldenburg).

## Gemeinde
Die Gemeinde Głuszyca umfasst ein Gebiet von 61,92 km² und besteht aus den Ortschaften:
- Głuszyca
- Głuszyca Górna (Ober Wüstegiersdorf)
- Grzmiąca (Donnerau)
- Kolce (Dörnhau)
- Łomnica (Lomnitz)
- Sierpnica (Rudolfswaldau)

## Sehenswürdigkeiten

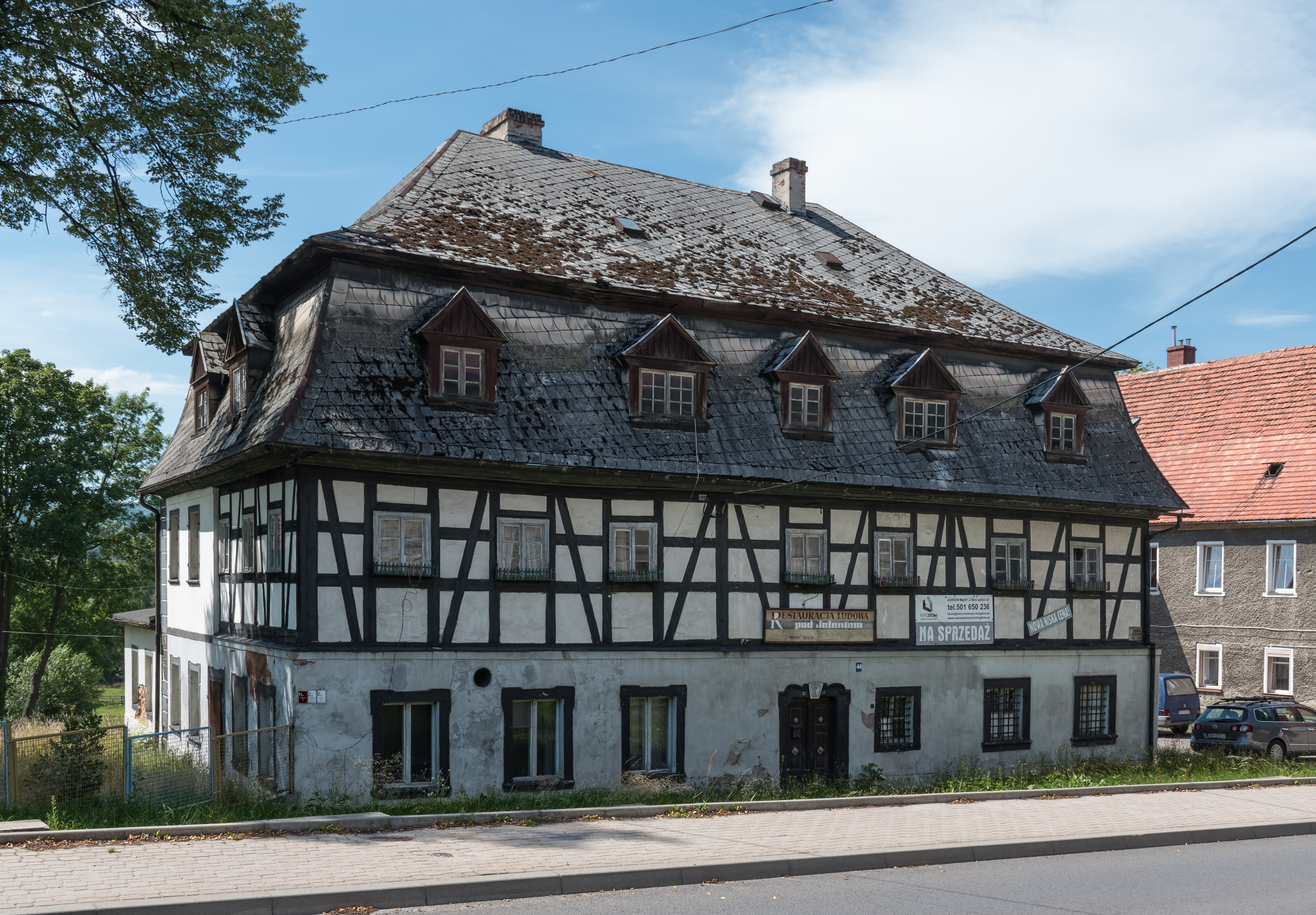
Gasthaus Zur alten Brauerei (polnisch Pod Jeleniem)

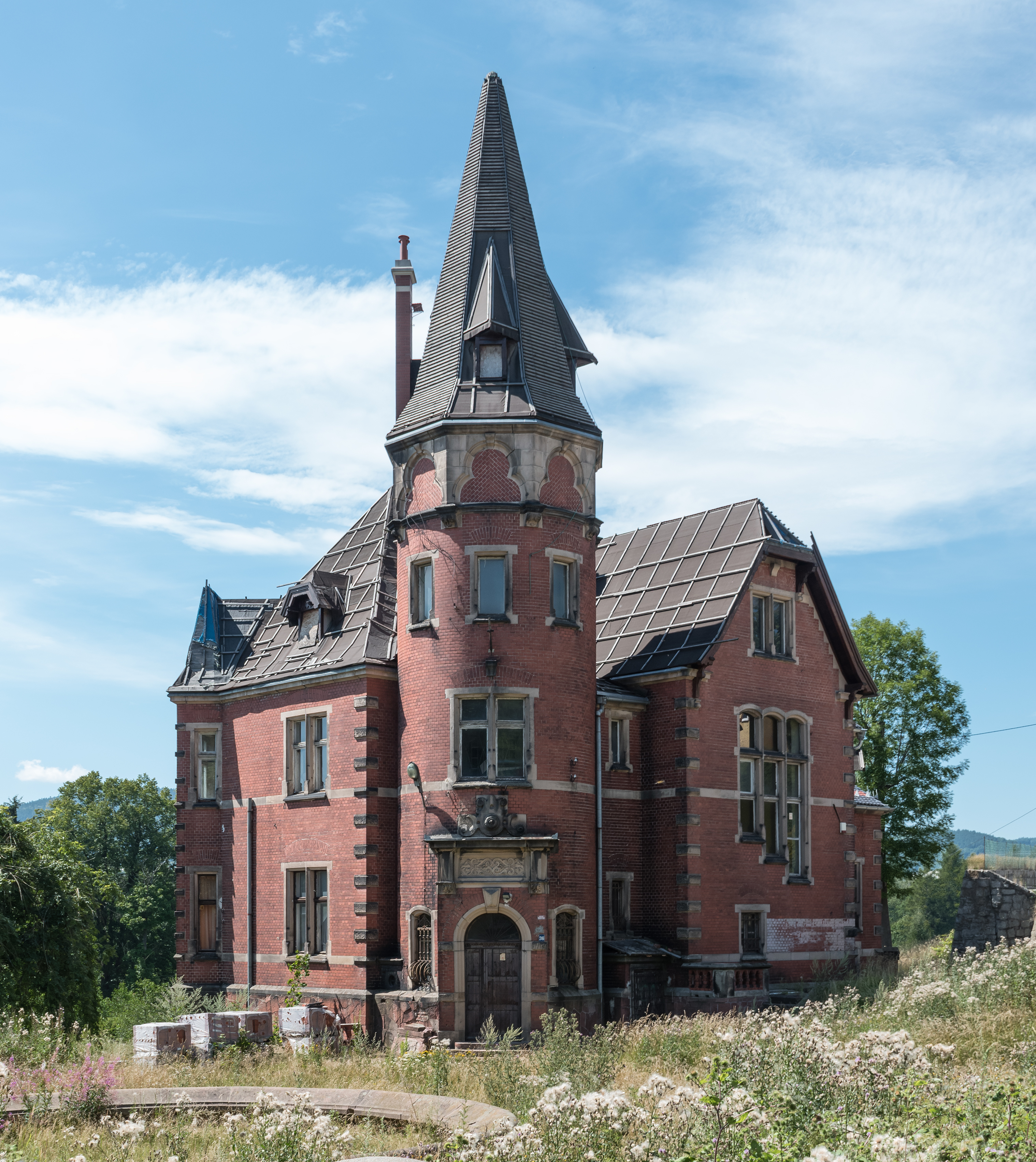
Ehemaliger Landsitz an der Grunwaldzka-Straße

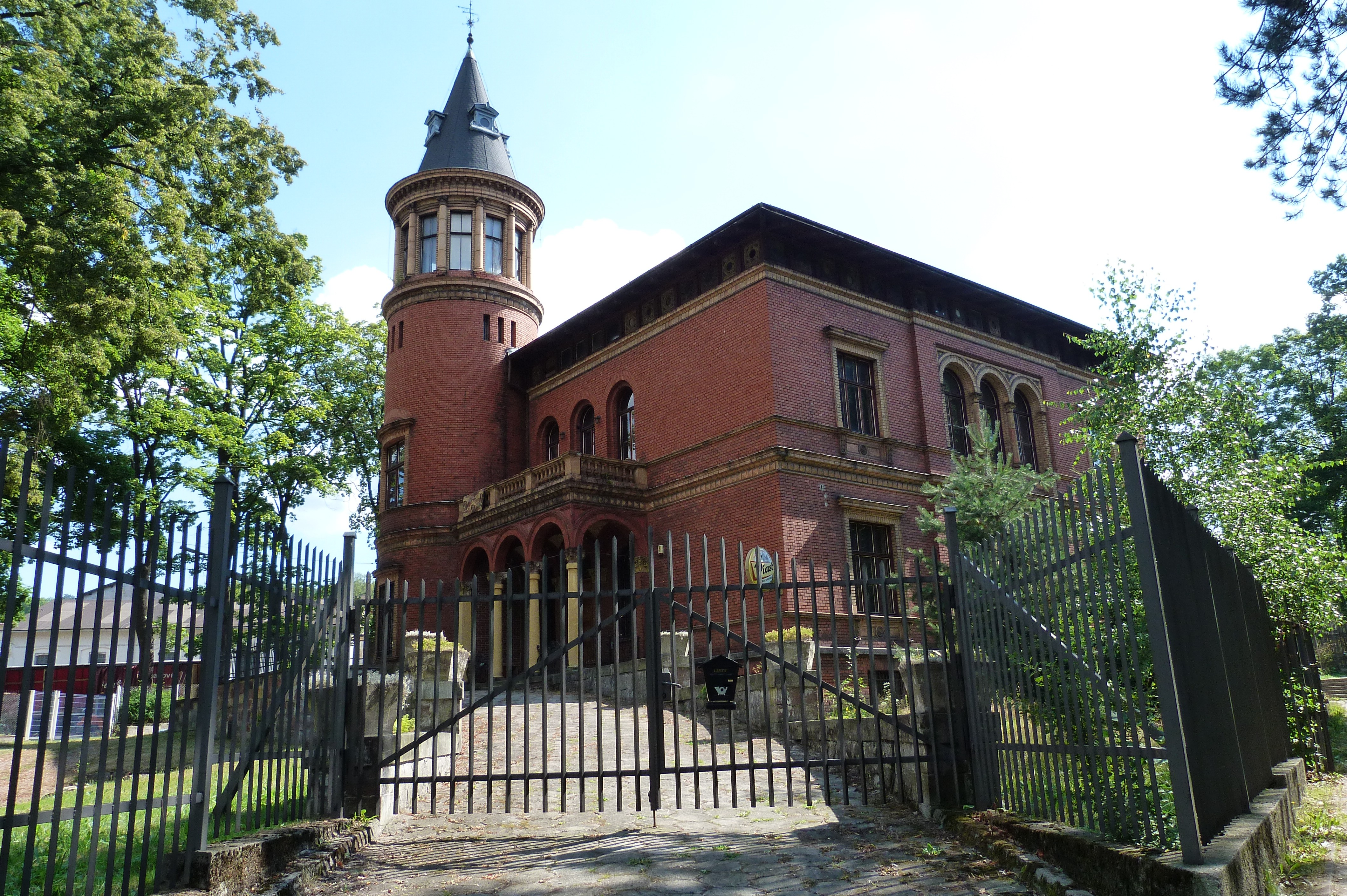
Fabrikantenvilla

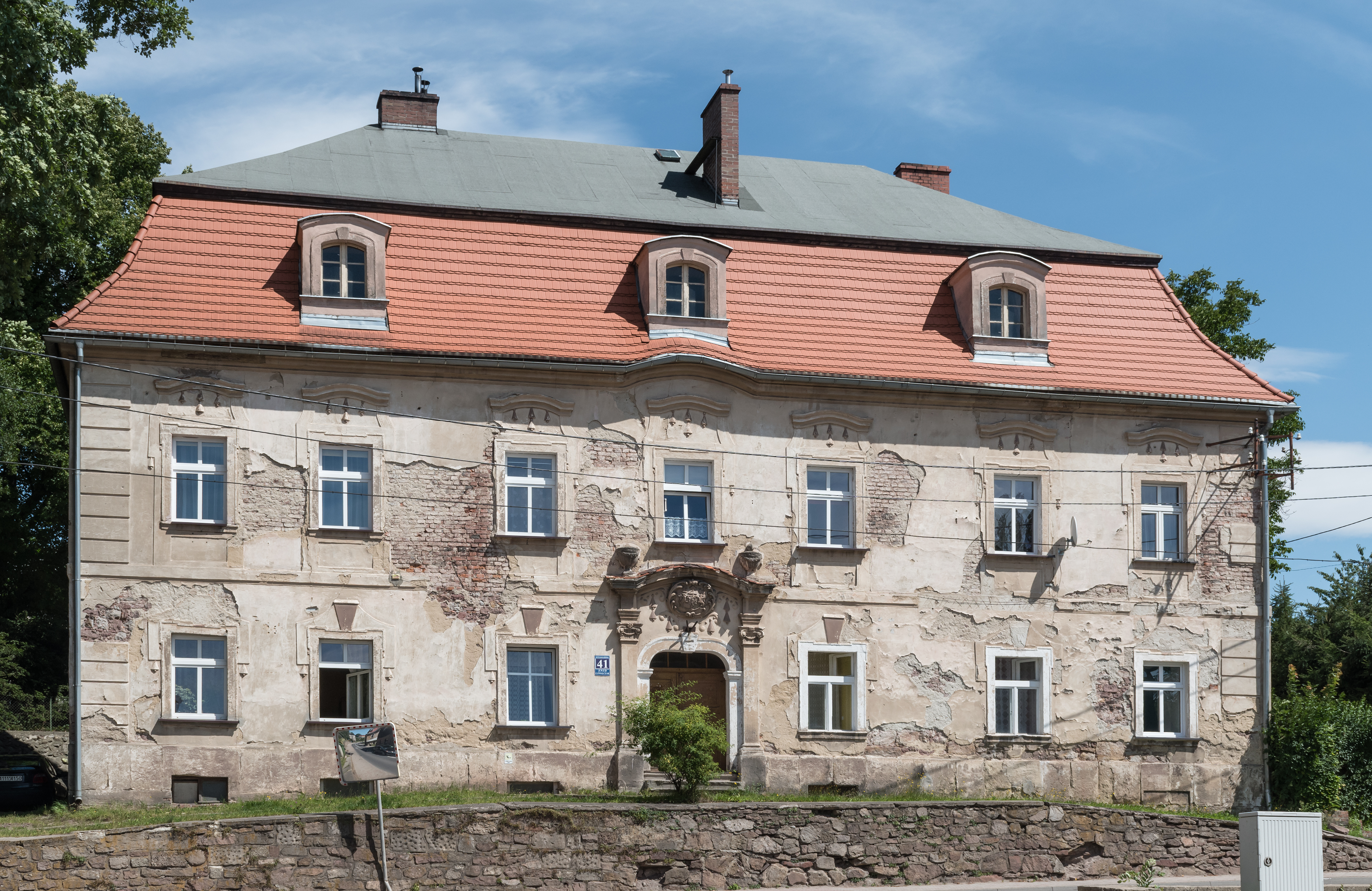
Das frühere Schloss

- Die Pfarrkirche Maria Königin wurde 1809 als evangelisches Gotteshaus errichtet und nach dem Übergang an Polen 1945 der katholischen Kirche zugewiesen. Der Saalbau mit zweigeschossigen Emporen enthält eine einheitliche Ausstattung aus dem Anfang des 19. Jahrhunderts. Der architektonische Hauptaltar enthält die Figuren der hll. Peter und Paul. Das Hauptaltargemälde „Muttergottes von Tschenstochau“ ist aus neuerer Zeit.
- Das zweigeschossige Schloss wurde Ende des 18. Jahrhunderts auf rechteckigem Grundriss im Stil des Spätbarock errichtet. Es hat ein Architekturportal mit einer mit einem Korbbogen geschlossenen Öffnung, darüber eine Wappenkartusche und ein geschweiftes Giebelgesims. Das heute als Wohnhaus dienende Gebäude steht in der ul. Grunwaldzka 41 in Głuszyca Górna.
- Das frühere Gasthaus Zur alten Brauerei (Pod Jeleniem) ist ein Holz- und Backsteinbau von 1784; er wurde Mitte des 19. Jahrhunderts umgebaut und steht in der ul. Grunwaldzka 44, im Ortsteil Głuszyca Górna.
- Die Fabrikantenvilla in der ul. Grunwaldzka 21 wurde 1894 erbaut. Ursprünglich war sie von einem weitläufigen Garten und Park umgeben. Deutlich erkennbar sind die mehrgeschossigen Gesimse. Im Inneren sind Reste der Ausstattung erhalten geblieben, darunter Treppen, Täfelungen, Spiegel und Kronleuchter. Nach 1945 beherbergte das Gebäude das Kulturzentrum „Piast“, später das Standesamt und andere Institutionen.

## Verkehr
Durch den Ort geht die Woiwodschaftsstraße 381, die von Wałbrzych (Waldenburg) nach Kłodzko (Glatz) führt. Der 1880 eröffnete Bahnhof lag ursprünglich an der Strecke Berlin – Wien und war Teil der Schlesischen Gebirgsbahn. Derzeit halten am Bahnhof Głuszyca Züge der PKP der Bahnstrecke Kłodzko–Wałbrzych.

## Sport
In der Stadt gibt es einen Fußballverein namens M.K.S. Włókniarz. Seit 2005 ist Głuszyca die Etappenstadt des internationalen Mountainbike-Rennens Bike Challenge.

## Söhne und Töchter der Stadt
- Egmont Websky (1827–1905), Textilfabrikant und Reichstagsabgeordneter
- Gustav Schröer (1876–1949), Schriftsteller und Bauernfunktionär in Thüringen
- Wolfram Köhler (1924–1999), deutscher Journalist
- Reinhard Grätz (* 1940), Ingenieur und Politiker (SPD)
- Marek Mendyk (* 1961), katholischer Geistlicher, Bischof von Schweidnitz
- Lilianna Morawiec (* 1961), Eisschnellläuferin